# Jamaica Wine House
La Jamaica Wine House est un café, pub et bar à vin de Londres. Il est situé sur St Michael's Alley, dans le quartier de Cornhill, au cœur de la Cité.

## Histoire
En 1652, le premier café de Londres est ouvert par Pasqua Rosée, un domestique originaire de l'Empire ottoman. Son établissement se situe à l'emplacement de la Jamaica Wine House. Il est détruit lors du grand incendie de Londres, en 1666.
Le bâtiment actuel date de la fin du XIXe siècle. Le lord-maire de Londres Leslie Boyce y dévoile une plaque commémorative en 1952 à l'occasion du tricentenaire de l'ouverture du café de Rosée. C'est un monument classé de grade II depuis 1977.